# Хозин, Владимир Вячеславович
Влади́мир Вячесла́вович Хо́зин (3 июля 1989, Ростов-на-Дону, СССР) — российский футболист, защитник.

## Карьера
Дебютировал в российской премьер-лиге 11 ноября 2007 года за «Ростов», выйдя на замену на 85-й минуте в домашнем матче заключительного тура чемпионата против «Амкара» (2:0). В 2008—2009 годах играл за команду «Москвы» в молодёжном первенстве. В 2010 году сыграл в премьер-лиге 2 матча за «Крылья Советов» (оба — полные, в Самаре): 27 марта в 3-м туре с «Томью» (2:3) и 25 июля в 14-м туре против московского «Спартака» (0:0). В июне 2012 года пополнил ряды владикавказской «Алании». 27 октября 2012 года забил два мяча в ворота «Зенита» в первом тайме. В летне-осенней части сезона-2013/14 в ФНЛ провёл 15 игр и забил 3 мяча.
9 января 2014 года подписал контракт с екатеринбургским «Уралом». В ноябре 2014 года был признан болельщиками «Лучшим игроком месяца».
В феврале 2016 года в товарищеском матче получил травму, впоследствии в ноге развилась инфекция стафилококка, которая была не сразу распознана, два года практически не играл.
В 2018 году перешёл на правах аренды в клуб «Арарат-Армения», в составе которого выиграл чемпионат страны-2018/19. Сезон-2019/20 провёл в «Нижнем Новгороде».
9 июня 2020 года подписал двухлетний (1+1) контракт с песчанокопской «Чайкой».
В июле 2023 года подписал контракт с ростовским «СКА», выступающим во Второй лиге, но уже в августе снова вернулся в «Енисей».
25 июня 2024 года стал игроком клуба «Челябинск».